# 玛克辛
《血腥瑪辛》（英語：MaXXXine）是一部2024年美國砍殺電影，《X系列电影》的第三部，剧情承接《恐怖X档案》，因主角瑪辛（Maxine）而得名，由提·威斯特自编自导。威斯特在完成《X系列电影》的前两部后不久便制作起了系列的第三部，探索另一个影片制作时代。这部电影关注“家庭影视是如何影响人们的”。三部电影的主人公瑪辛均由米娅·高斯饰演。
電影2024年7月5日在美國上映。

## 劇情
1985年，在德州農場的血腥屠殺五年後，從成人電影界竄起、滿懷抱負的女演員瑪辛·明克斯搬去洛杉磯，終於取得事業的重大突破。但當一名專挑好萊塢年輕藝人痛下毒手的神秘罪犯開始橫行街頭時，瑪辛的黑暗過去也可能將因此被揭露。

## 演員
- 米亞·高斯 飾演 瑪辛·「麥絲」·明克斯／瑪辛·米勒／珍珠·道格拉斯（Maxine "Max" Minx/ Maxine Miller / Pearl Douglas）
  - 查莉·羅溫·麥坎（Charley Rowan McCain） 飾演 幼年時期的瑪辛·米勒
- 伊莉莎白·戴比基 飾演 伊莉莎白·本德（Elizabeth Bender），《清教徒Ⅱ》的導演[9]
- 海爾希 飾演 塔比·馬汀（Tabby Martin）
- 摩西·舒姆尼（英语：Moses Sumney） 飾演 里昂·葛林（Leon Green）
- 莉莉·柯林斯 飾演 茉莉·班奈特（Molly Bennett），《清教徒Ⅱ》的演員。
- 巴比·卡納佛 飾演 托瑞斯警探（Detective Torres）
- 蜜雪兒·摩納漢 飾演 威廉斯警探（Detective Williams）
- 凱文·貝肯 飾演 約翰·拉巴特（John Labat），一名私家偵探
- 詹卡洛·埃斯波西托 飾演 泰迪·奈特（Teddy Knight），一名成人影星經紀人
- 賽門·普萊斯特（英语：Simon Prast） 飾演 恩內司特·米勒／傳教士（Ernest Miller / The Televangelist）
- 蘇菲·蔡徹 飾演 特效化妝師(FX artist)

## 历史
2022年3月，提·威斯特宣布正在编写《X系列电影》第三部的剧本，剧情承接《恐怖X档案》。该项目将探索恐怖片的另一个类型，并将继续描述电影院对社会的影响，探索家庭影视的发展进程。提·威斯特表示，即使观众只看《X系列电影》中的一部也不会感觉缺前言、缺后语，但完整的观看整个《X系列电影》会有更多的收获。 提·威斯特在描述自己进行电影创作时说道：”我试图在此过程中建立一个世界，就像人们在现实生活中所做的那样”。提·威斯特还表示：“创作恐怖片不能没有续集”。
2022年6月执行制片皮特·福克（Peter Phok）确认《X系列电影》第三部已在官方计划中， 提·威斯特仍将参与。 2022年9月，在2022年多伦多国际电影节的第一次午夜疯狂秀上，官方正式宣布《X系列电影》第三部拍摄计划，并放出短预告片，该短预告片后来在网上发布。这部电影名称定为《玛克辛》，故事时间设定为1985年，故事围绕玛克辛（Maxine）展开，讲述玛克辛（Maxine）作为《恐怖X档案》中连环杀人案唯一的幸存者，继续在好莱坞追梦的故事。尽管这时主要拍摄工作尚未开始，预告片的出现表示其已在A24获得绿灯。提·威斯特仍将担任编剧兼导演和监制之一，米娅·高斯仍将饰演玛克辛（Maxine）。雅各布·贾夫克（Jacob Jaffke）、凯文·图伦（Kevin Turen）、哈里森·克雷斯（Harrison Kreiss）仍将担任监制，米娅·高斯还将担任总监制。
2023年1月，米娅·高斯称电影《玛克辛》的剧本已完成，并认为这部电影是《X系列电影》中情节最精彩的一部。米娅·高斯还表示，许多之前的制作团队成员都将回归，主要的拍摄工作将在2023年晚些时候开始。
2023年4月，海爾希、摩西·舒姆尼、莉莉·柯林斯、伊莉莎白·戴比基、巴比·卡納佛、蜜雪兒·摩納漢、凱文·貝肯以及詹卡洛·埃斯波西托加入劇組。

## 外部連結
- 互联网电影数据库（IMDb）上《血腥瑪辛》的资料（英文）